# 鹿児島県立種子島高等学校
鹿児島県立種子島高等学校（かごしまけんりつ たねがしまこうとうがっこう, Kagoshima Prefectural Tanegashima High School）は、鹿児島県西之表市西之表（種子島北部）にある県立高等学校。「（旧）鹿児島県立種子島高等学校」と「鹿児島県立種子島実業高等学校」を統合し2006年に開校した。

## 概要
西之表市に存在する唯一の高等学校であり、種子島全土でも2校しかない高等学校のうちの1校である（もう1校は中種子町にある県立種子島中央高等学校）。鹿児島県教育委員会が進めた高等学校再編により、2006年に「（旧）鹿児島県立種子島高等学校」と「鹿児島県立種子島実業高等学校」を統合して開校した。
種子島には鉄道がなく、バスも運行便数が少ないため在校生は単車での通学が認められており、ホンダ・スーパーカブが指定車種である。
卒業後は大学に進学する者もいれば、一般企業に就職する者もおり、進路は多岐にわたっている。
設置課程・学科
全日制課程 3学科
- 普通科
- 生物生産科
- 電気科

学科の枠を超えて科目を選択できる「総合選択制」がある。
校訓
「誠実・気魄・寛恕・創造」
スクールコンセプト
「つかもう未来 のばそう個性」
スクールカラー
紺青色
校章・シンボルマーク
種子島を象徴する「鉄砲百合」の花を3本組み合わせたものとなっている。
校歌
2007年（平成19年）に制定。作詞は第一期生（2006年＜平成18年＞4月入学生）、作曲は永井哲（音楽教諭）によるもの。歌詞は3番まであり、各番に校名の「種子島高校」が登場する。

## 旧・鹿児島県立種子島高等学校
1926年に「鹿児島県立第一鹿児島中学校分校」として設立された。当初は男子校で、1948年には学制改革により「鹿児島県種子島高等学校 第二部」に、さらに1949年には実業補習学校および高等女学校の流れを汲む「鹿児島県種子島高等学校 第三部」を統合して「鹿児島県立種子島高等学校」（男女共学）となった。2008年に閉校した。新設された種子島高校と校名が同一であるが、あくまで旧・種子島高校は新設の種子島高校の前身となった1校という扱いであり、歴史などはすべて別のものとして扱われている。
- 校訓 - 「誠実・明朗・友愛・気魄」
- 校章 - 種子島を象徴する鉄砲百合を背景にして中央に「高」の文字を置いている。
- 校歌 - 作詞は三木甫水、作曲は林幸光による。歌詞は3番まであり、各番に校名（略称）の「種子高校（たねこうこう）」が入っていた。

## 沿革

### 旧・鹿児島県立種子島高等学校
旧・鹿児島県立種子島高等学校の直接の前身は1926年に設立された「鹿児島県立第一鹿児島中学校分校」である。
高等女学校
- 1902年（明治35年）1月 - 女子榕城尋常高等小学校に「北種子村立女子実業補習学校」が併設される。
- 1905年（明治38年）7月 - 「北種子村立女子職業学校」に改称。
- 1926年（大正15年）3月 - 町制実施に伴い、「西之表町立女子職業学校」と改称。
- 1939年（昭和14年）4月 - 「鹿児島県西之表高等女学校」（町立）と改称。
- 1942年（昭和17年）7月 - 「鹿児島県種子島高等女学校」（町立）と改称。
- 1943年（昭和18年）4月 - 県立移管により「鹿児島県立種子島高等女学校」と改称。
- 1946年（昭和21年）4月 - 修業年限が5年となる（4年で卒業することもできた）。
- 1947年（昭和22年）4月 - 学制改革が行われる。
  - 高等女学校の募集を停止。
  - 新制中学校を併設し（以下・併設中学校）、高等女学校1・2年修了者を併設中学校2・3年生として収容。
  - 併設中学校は経過措置としてあくまで暫定的に設置されたため、新たに生徒募集は行われず、在校生が2・3年生のみの中学校であった。
  - 高等女学校3・4年修了者はそのまま在籍し、4・5年生となった（4年修了時点で卒業することもできた）。
- 1948年（昭和23年）4月 - 学制改革により高等女学校が廃止され、新制高等学校「鹿児島県種子島高等学校 第三部[2]」が発足。
  - 高等女学校卒業者（5年修了者）を新制高校3年生、高等女学校4年修了者を新制高校2年生、併設中学校卒業者（3年修了者）を新制高校1年生として収容。
  - 併設中学校を継承し、在校生が1946年（昭和21年）に高等女学校へ最後に入学した3年生のみとなる。
- 1949年（昭和24年）3月31日 - 併設中学校を廃止。

旧制中学校（男子校）
- 1926年（大正15年）3月 - 「鹿児島県立第一鹿児島中学校分校」として設立を認可される。
- 1929年（昭和4年）3月 - 鹿児島県立第一鹿児島中学校から分離し、「鹿児島県立種子島中学校」として独立。
  - 入学資格を尋常小学校を卒業した12歳以上の男子、修業年限を5年（現在の中1から高2に相当）とする。
- 1943年（昭和18年）4月 - 中等学校令の施行により、この時の入学生から修業年限が4年となる。
- 1945年（昭和20年）
  - 3月 - 4年生と5年生合同卒業式を挙行。
    - 教育ニ関スル戦時非常措置方策により、中等学校令施行前に入学した生徒にも修業年限4年が適用されるようになったため。

  - 4月 - 戦災により校舎全焼。野首・小牧・納曽・東町各公民館で分散授業を実施。
  - 8月 - 終戦。
- 1946年（昭和21年）4月 - 修業年限が5年に戻る（4年で卒業することもできた）。
- 1947年（昭和22年）4月 - 学制改革が行われる。
  - 旧制中学校の募集を停止。
  - 新制中学校を併設し（以下・併設中学校）、旧制中学校1・2年修了者を併設中学校2・3年生として収容。
  - 併設中学校は経過措置としてあくまで暫定的に設置されたため、新たに生徒募集は行われず、在校生が2・3年生のみの中学校であった。
  - 旧制中学校3・4年修了者はそのまま在籍し、4・5年生となった（4年修了時点で卒業することもできた）。
- 1948年（昭和23年）4月 - 学制改革により旧制中学校が廃止され、新制高等学校「鹿児島県種子島高等学校 第二部[2]」が発足。
  - 旧制中学校卒業者（5年修了者）を新制高校3年生、旧制中学校4年修了者を新制高校2年生、併設中学校卒業者（3年修了者）を新制高校1年生として収容。
  - 併設中学校を継承し、在校生が1946年（昭和21年）に旧制中学校へ最後に入学した3年生のみとなる。
- 1949年（昭和24年）3月31日 - 併設中学校を廃止。

男女共学
- 1949年（昭和24年）4月 - 部制の廃止により、第二部と第三部を統合し、「鹿児島県種子島高等学校」となる。男女混合の学級を編成し、男女共学を開始。
- 1956年（昭和31年）4月 - 鹿児島県教育委員会の決議により、「鹿児島県立種子島高等学校」と改称（県の後に「立」を加える）。
- 1963年（昭和38年）4月 - 家庭科の募集を停止。
- 1965年（昭和40年）3月 - 家庭科を廃止。
- 1979年（昭和54年）7月 - 白百合寮を撤去。
- 2003年（平成15年）4月 - 45分授業、2学期制を開始。
- 2006年（平成18年）4月 - 普通科の募集を停止。
- 2008年（平成20年）3月 - 閉校。82年（高等女学校創立から106年）の歴史に幕を閉じる。

### 旧・鹿児島県立種子島実業高等学校
- 1904年（明治37年）3月 - 「熊毛郡立種子島農林学校」（実業学校）として創立。校地は現・榕城小学校の敷地。
  - 農業科（乙種）を設置し、定員を60名とする。
- 1905年（明治38年）9月 - 新校舎（北種子村西之表城）へ移転。
- 1923年（大正12年）4月 - 「北種子村立種子島農林学校」と改称。
- 1930年（昭和5年）10月 - 「鹿児島県種子島農林学校」（西之表町立）に改称。
- 1937年（昭和12年）4月 - 新校舎が完成し移転を完了。
- 1946年（昭和21年）7月 - 県立移管により「鹿児島県立種子島農林学校」と改称。修業年限が5年となる。
- 1947年（昭和22年）4月 - 学制改革が行われる。
  - 農林学校の募集を停止。
  - 新制中学校を併設し（以下・併設中学校）、農林学校1・2年修了者を併設中学校2・3年生として収容。
  - 併設中学校は経過措置としてあくまで暫定的に設置されたため、新たに生徒募集は行われず、在校生が2・3年生のみの中学校であった。
  - 農林学校3・4年修了者はそのまま在籍し、4・5年生となった（4年修了時点で卒業することもできた）。
- 1948年（昭和23年）4月 - 学制改革により農林学校が廃止され、新制高等学校「鹿児島県種子島高等学校 第一部[2]」が発足。
  - 農林学校卒業者（5年修了者）を新制高校3年生、農林学校4年修了者を新制高校2年生、併設中学校卒業者（3年修了者）を新制高校1年生として収容。
  - 併設中学校を継承し、在校生が1946年（昭和21年）に農林学校へ最後に入学した3年生のみとなる。
- 1949年（昭和24年）
  - 3月31日 - 併設中学校を廃止。
  - 4月1日 - 鹿児島県種子島高等学校から分離し、「鹿児島県種子島農業高等学校」として独立。
- 1956年（昭和31年）4月1日 - 「鹿児島県立種子島農業高等学校」と改称。
- 1959年（昭和34年）4月1日 - 「鹿児島県立種子島実業高等学校」と改称。既存の農業科に加えて化学工学科と家庭科を新設。
- 1963年（昭和38年）4月1日 - 電気科を新設。家庭科を家政科に改称。
- 1986年（昭和61年）4月1日 - 化学工学科を工業化学科に改称。
- 1994年（平成6年）4月1日 - 農業科を生物生産科に、家政科を生活文化科に再編。
- 2003年（平成15年）4月1日 - 工業化学科の募集を停止。
- 2006年（平成18年）4月1日 - 生物生産科・電気科・生活文化科の募集を停止。
- 2008年（平成20年）3月31日 - 閉校。104年の歴史に幕を下ろす。

### 新・鹿児島県立種子島高等学校
- 2005年（平成17年）
  - 4月4日 - 新設高校（北種子島地域）開校準備室の設置式を挙行。
  - 6月1日 - 校名が決定。
  - 7月19日 - 学校設置式を挙行。
  - 10月17日 - 校訓・シンボルマークを制定。
- 2006年（平成18年）4月1日 - （新）「鹿児島県立種子島高等学校」が開校。
  - 2005年入学生が卒業するまでの間、旧・種子島高校と種子島実業高校は存続。
  - 旧2校の生徒募集を停止し、新・種子島高校として普通科・生物生産科・電気科の募集を開始。
- 2007年（平成19年）2月19日 - 校歌を制定。
- 2008年（平成20年）3月31日 - 旧・種子島高校と種子島実業高校が閉校。

## 部活動
2013年9月現在、文化部6、体育部13の部があり、部活動加入率は8割を超える。
文化部
| - 吹奏楽部 - 美術部 - 科学部（休部） | - 写真部 - 放送部 - 軽音楽部 |

体育部
| - 野球部 - 柔道部 - バレーボール部 - 陸上部 - バスケットボール部 | - 弓道部 - 空手道部 - サッカー部 - バドミントン部 - テニス部 | - ソフトテニス部 - 剣道部 - ソフトボール部 |

## 著名な出身者
前身となった種子島高等学校、種子島実業高等学校出身の人物を含む。
- 荒木太朗 - 演出家、脚本家
- 河口洋一郎 - コンピュータグラフィックスアーティスト、東京大学名誉教授、文化功労者
- 上妻未来 - 俳優、モデル、タレント
- 鮫島伸一 - 俳優、お笑い芸人
- 大寛宗之 - 大相撲力士
- 長野力 - 西之表市長